# 97P/Metcalf-Brewington
97P/Metcalf-Brewington, komet Jupiterove obitelji. Otkrio ga je Joel Hastings Metcalf 1906. godine ali se tijekom vremena izgubio. Novo promatranje 1991. Howarda J. Brewingtona poklopilo se s viđenjem iz 1906. godine. Orbita je izračunata te je komet opet promotren na povratcima u perihel 2001. i 2011. godine.